# بابيلونيس
بابيلونيس، (بالإنجليزية:  Pabillonis)‏، (سردينيا: Pabillonis)، هي بلدية في مقاطعة جنوب سردينيا في منطقة سردينيا الإيطالية، على بعد حوالي 50 كم (31 ميل) شمال غرب كالياري، وحوالي 15 كم (9 ميل) غرب سانلوري.

## السكان
في سنة 1871 بلغ عدد السكان 1٬449 نسمة، وتطور العدد ليصل في سنة 2011 لـ 2٬948 نسمة.
يظهر هذا المخطط البياني تطور النمو السكاني لـ بابيلونيس

## توأمة
لبابيلونيس اتفاقيات توأمة مع:
- تروخيو (14 يونيو 2007 - )[5]